# Mielopatia
Mielopatia é uma doença que compromete a medula espinhal, provocando perda gradual dos movimentos do corpo.
Representa, geralmente, um estágio mais avançado de uma doença na coluna cervical e é, muitas vezes, só é detectada, quando há dificuldade em caminhar devido à fraqueza generalizada ou problemas com equilíbrio e coordenação. Este tipo de processo ocorre normalmente em pessoas mais idosas, que podem ter muitas razões para os seus problemas com o andar ou com os problemas relativos ao equilíbrio. Porém, um dos motivos mais preocupantes quando estes sintomas ocorrem, é que espículas ósseas e outras mudanças degenerativas na coluna cervical podem estar comprimindo a medula espinhal ou as raízes nervosas.

## Causas
A Mielopatia é mais comumente causada por estenose espinhal, que é um progressivo estreitamento do canal espinhal. Em estágios mais avançados de degeneração, espora óssea e alterações artríticas fazem com que o espaço disponível para a medula espinhal dentro do canal ósseo seja muito diminuído. A espora óssea pode começar a pressionar a medula espinhal e a raiz dos nervos e essa pressão passa a interferir na função normal dos nervos.
Uma possível causa é o vírus linfotrópico humano de células T do tipo 1 (HTLV-1), porém só ocorrendo em menos de 5% dos portadores crônicos de HTLV-1 com uma frequência duas vezes maior em mulheres. Nesse caso é também chamada de Paraparesia Espástica Tropical.

## Níveis
Medir o grau de fraqueza vigente pode ser útil para avaliar a gravidade de cada caso de mielopatia. Por exemplo, de acordo com o sistema de Nurick, mielopatia é classificada de acordo com um grau que vai de 0 a 5.
O quadro, a seguir, mostra as características de cada caso:
- Grau 0: Sinais e sintomas de envolvimento da raiz mas sem evidência de doença na medula espinhal
- Grau 1: Sinais de doença na medula espinhal mas sem dificuldade de andar
- Grau 2: Leve dificuldade no andar que não impede um emprego de tempo integral
- Grau 3: Grave dificuldade no andar que requer assistência e impede emprego e ocupação de tempo integral
- Grau 4: Capacidade para andar somente com assistência ou com ajuda de um andador
- Grau 5: Confinamento a uma cadeira ou cama.

## Sintomas
Alguns sintomas comuns que podem caracterizar que a raiz de um nervo ou a medula espinhal está sendo comprimida são:
- Dor na sua nuca
- Dor ou dormência em um ou ambos os braços e mãos
- Perda de sensibilidade nas áreas afetadas
- Fraqueza

Sintomas mais avançados incluem:
- Dificuldades de se mover
- Enrijecimento dos membros
- Problemas de vesícula
- Problemas intestinais

Em casos mais sérios, os músculos que são controlados pela raiz do nervo quando está sendo comprimido pela hérnia de disco, podem se enfraquecer. A dor que sentida na nuca, costas e braços pode resultar de uma combinação de diversos fatores, dentre os quais citamos os seguintes: rasgo no anulo fibroso, pressão que a hérnia de disco exerce sobre o nervo, irritação, inflamação e inchaço dentro do nervo.

## Diagnóstico
O diagnóstico de uma hérnia de disco cervical inicia-se com um completo exame da nuca, braços e extremidades inferiores. Seu médico vai examinar sua nuca quanto à flexibilidade, limitação dos movimentos e a presença de certos indicadores que sugerem que as raízes do seu nervo ou da medula espinhal estão afetados pela hérnia de disco.

Isto requer, muitas vezes, que seja testada a força de seus músculos e seus reflexos, para certificar-se de que ainda estão trabalhando normalmente. Muitas vezes você vai ser solicitado a preencher um diagrama que pergunta onde estão ocorrendo seus sintomas de dor, dormência, formigamento e fraqueza.

Uma bateria de raios-X é normalmente solicitada quando um paciente com dor na nuca consulta um médico. É bastante freqüente o raio-x não revelar nenhuma anormalidade, porque o disco é composto por tecido macio que os raios-X não identificam. Em outras situações, onde uma hérnia de disco é a causa provável dos sintomas do paciente, os médicos solicitarão uma RM (ressonância magnética) ou uma TC (tomografia computadorizada).

Uma RM é muito útil para determinar onde ocorreram as hérnias de disco e onde as raízes dos nervos ou da medula espinhal estão sendo comprimidas.
Uma TC é, muitas vezes, usada para avaliar a anatomia óssea da coluna cervical, que pode mostrar quanto espaço existe ainda disponível no canal espinhal para as raízes dos nervos e para a medula espinhal.
As raízes dos nervos saem do canal espinhal através de um túnel ósseo denominado foramem neural e é nesse ponto que as raízes do nervo são especialmente vulneráveis à compressão pela hérnia de disco.
Seu médico estará qualificado para expor-lhe, com clareza, o que significa o seu diagnóstico em termos de opções de tratamento.
Para a maioria das pessoas, nas quais não existe evidência de que a fraqueza muscular está relacionada com a compressão da raiz do nervo, a terapia inclui anti-inflamatórios não-esteroides e fisioterapia.
A fim de facilitar um repouso para a nuca, é comum prescrever-se um colar cervical suave. Cirurgia para hérnia de disco cervical é indicada como opção preventiva para pessoas que têm evidência de que sua fraqueza muscular é causada pela compressão da raiz do nervo ou da medula espinhal. Procede-se assim, porque a fraqueza muscular é um sinal definitivo de que os nervos estão sendo lesados mais seriamente do que quando a dor é só um sintoma. Aliviar essa pressão nos nervos é mais que uma prioridade, é urgente. Em outras situações, a cirurgia só é recomendada depois de esgotados outros recursos como fisioterapia, repouso e medicamentos sem ter logrado um alívio adequado dos sintomas de dor, dormência e fraqueza.